# Bruce Lewandowski
Bruce Alan Lewandowski, CSsR (nacido el 8 de junio de 1967) es un obispo estadounidense de la Iglesia católica y miembro de los Redentoristas.  Es obispo auxiliar de la Arquidiócesis de Baltimore, habiendo sido designado para el cargo en 2020.  Anteriormente sirvió en la ciudad de Nueva York, Santa Lucía y Pensilvania. 

## Biografía

### Primeros años y formación
Burce Alan nació en Toledo, Ohio, el 8 de junio de 1967, hijo de Robert y Frances Lewandowski.  Creció en una granja familiar en Lima, Ohio, con sus cuatro hermanos.  
Asistió a la escuela primaria St. Gerard en Lima y al seminario menor en St. Mary's College en Erie, Pensilvania. Posteriormente asistió al Saint Alphonsus College en Suffield, Connecticut, y al Holy Redeemer College en Washington D. C.  A partir de 1988, estudió teología en la Washington Theological Union. También aprendió español en previsión de ser asignado a misiones dirigidas por los Redentoristas en la República Dominicana o Paraguay.

### Sacerdocio
El 7 de mayo de 1994, fue ordenado sacerdote en la Basílica del Santuario Nacional de la Inmaculada Concepción en Washington D. C.. 
Su primera asignación pastoral fue como vicario parroquial en la Parroquia de Santa Cecilia en Manhattan. Dos años más tarde, fue trasladado a la Parroquia de la Inmaculada Concepción en el Bronx. Posteriormente fue asignado como misionero a Vieux Fort, Santa Lucía en 1998, y permaneció allí hasta el año 2000.  Luego regresó a los Estados Unidos para convertirse en párroco de la parroquia de San Bonifacio en la Arquidiócesis de Filadelfia. Luego se desempeñó como párroco de la Parroquia de la Visitación de la Santísima Virgen María en Kensington, Pensilvania, de 2006 a 2011. 
Se desempeñó como vicario de ministerios culturales en Filadelfia desde 2011 hasta finales de 2015, cuando se convirtió en párroco de la parroquia del Sagrado Corazón de Jesús en Highlandtown, Baltimore. También se convirtió en líder de Baltimoreans United in Leadership Development (BUILD), y colaboró con el grupo en octubre de 2018 para crear una tarjeta de identidad parroquial.  Esto fue especialmente beneficioso para los feligreses del Sagrado Corazón que eran inmigrantes indocumentados.  Lewandowski describió las redadas planificadas por el Servicio de Inmigración y Control de Aduanas de EE. UU. en junio de 2019, que apuntarían a las comunidades de inmigrantes, como "un acto de terrorismo interno".  Se convirtió en delegado interino del arzobispo William Lori para el ministerio hispano el 22 de agosto de 2019.

## Episcopado

### Obispo Auxiliar de Baltimore
Fue nombrado obispo auxiliar de la Arquidiócesis de Baltimore y obispo titular de Croae el 10 de junio de 2020.  Fue consagrado el 18 de agosto de 2020 en la Catedral de María Nuestra Reina en Baltimore.  Fue nombrado vicario urbano de la arquidiócesis en septiembre de 2021, sucediendo a Denis J. Madden.